# 费孝通江村纪念馆
费孝通江村纪念馆（英語：Fei Xiaotong Memorial Hall）是一座位于江苏省苏州市吴江区的纪念馆，中国民主同盟爱国主义教育基地。

## 历史
2010年10月23日建成开放，位于江苏省苏州市吴江区七都镇开弦弓村。主要由费孝通纪念亭、费达生江村陈列馆以及江村历史文化陈列馆三部分组成。由同济大学建筑与城市规划学院设计师李立设计，占地面积为10,000平米，总建筑面积2,234平方米。
1936年费孝通在吴江县等待出国留学前初次访问调查开弦弓村，并以此写下论文《开弦弓，一个中国农村的经济生活》，又译《中国农民的生活》，后出版为学术著作《江村经济》获得伦敦大学博士学位。费孝通一生曾先后26次访问江村，留下诸多学术文章报告。

## 荣誉
该纪念馆获得中国建筑学会建筑创作大奖。

## 营业时间
- 周二至周日：上午八点半至下午四点半